# Вамбо Каал
Вамбо Каал (ест. Vambo Kaal; нар. 12 березня 1949, волость Пьойде) — естонський політик.
У 1974 році закінчив Естонську сільськогосподарську академію, здобувши кваліфікацію ветеринара. Крім того, у 1988–1992 роках заочно навчався в Тартуському університеті за спеціальністю соціальна психологія.
Обраний до першого складу правління відновленої Естонської ветеринарної асоціації в 1989 році.
Був членом Конгресу Естонії.
Член VII, VIII та IX Рійгікогу, належав до фракції поміркованих і був членом Комітету у справах села.
У 2003—2009 роках — мер Кійлі.
Працював офіс-менеджером Союзу муніципалітетів повіту Гар'юмаа з 2011 по 2017 рік і не належав до жодної політичної партії. З 2017 року є членом ради Kiili Valla (Виборча асоціація Kiili Arenema — RESTART)

## Відзнаки
- 2001 — Орден Державного Герба V ступеня
- 2003 — нагрудний знак уряду округу Сааре
- 2011 — Орден «За заслуги» Естонського товариства спортивних коней
- 2014 — Подяка муніципалітету Кійлі

## Родина
Його сестра — історик мистецтва Юлле Круус, брат — зоолог Маті Каал. Їхньою тіткою була письменниця Айра Каал, їхнім дідом Олександр Каал — член III Рійгікогу.